# Иодид рения(II)
Иодид рения(II) — неорганическое соединение, соль металла рения и иодистоводородной кислоты с формулой ReI2,
серо-чёрный порошок.

## Получение
- Разложение иодида рения(IV):

{\displaystyle {\mathsf {ReI_{4}\ {\xrightarrow {T}}\ ReI_{2}+I_{2}}}}

## Физические свойства
Иодид рения(II) образует серо-чёрный парамагнитный порошок.